# Berrocal (Huelva)
Berrocal ist eine spanische Gemeinde (Municipio) in der Provinz Huelva in der Autonomen Region Andalusien. 2024 hatte die Gemeinde 288 Einwohner. Sie befindet sich in der Comarca Cuenca Minera.

## Geografie
Berrocal liegt etwa 70 Kilometer nordöstlich von Huelva und etwa 70 Kilometer nordwestlich von Sevilla in einer Höhe von 283 m. Der Río Tinto begrenzt die Gemeinde im Westen. 

## Bevölkerungsentwicklung
| Jahr      | 1970 | 1980 | 1990 | 2000 | 2010 | 2020 |
| Einwohner | 678  | 466  | 422  | 371  | 344  | 309  |

## Sehenswürdigkeiten
- Johannes-der-Täufer-Kirche (Iglesia de San Juan Bautista)
- Kapellen
- Rathaus

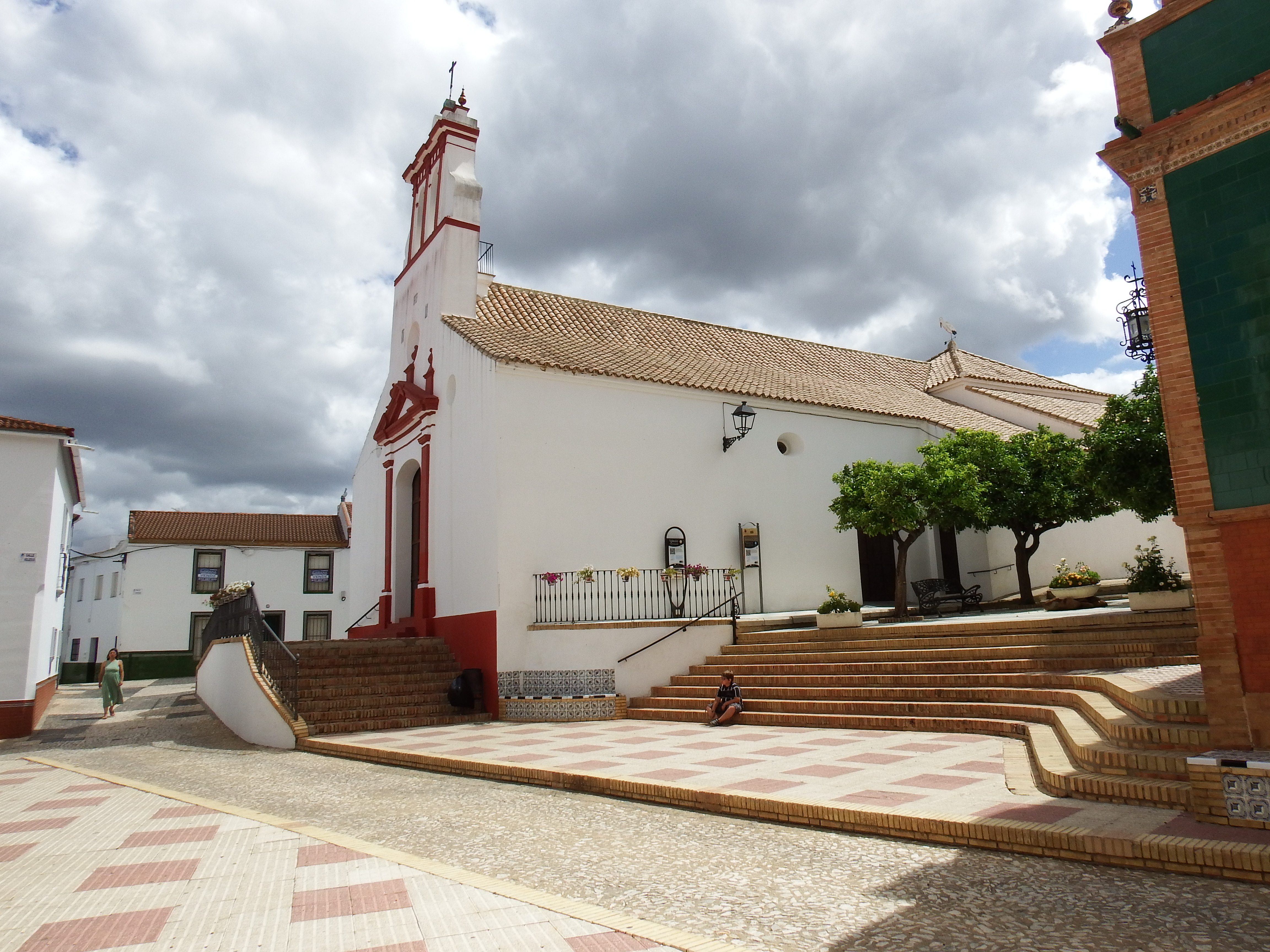
Johannes-der-Täufer-Kirche
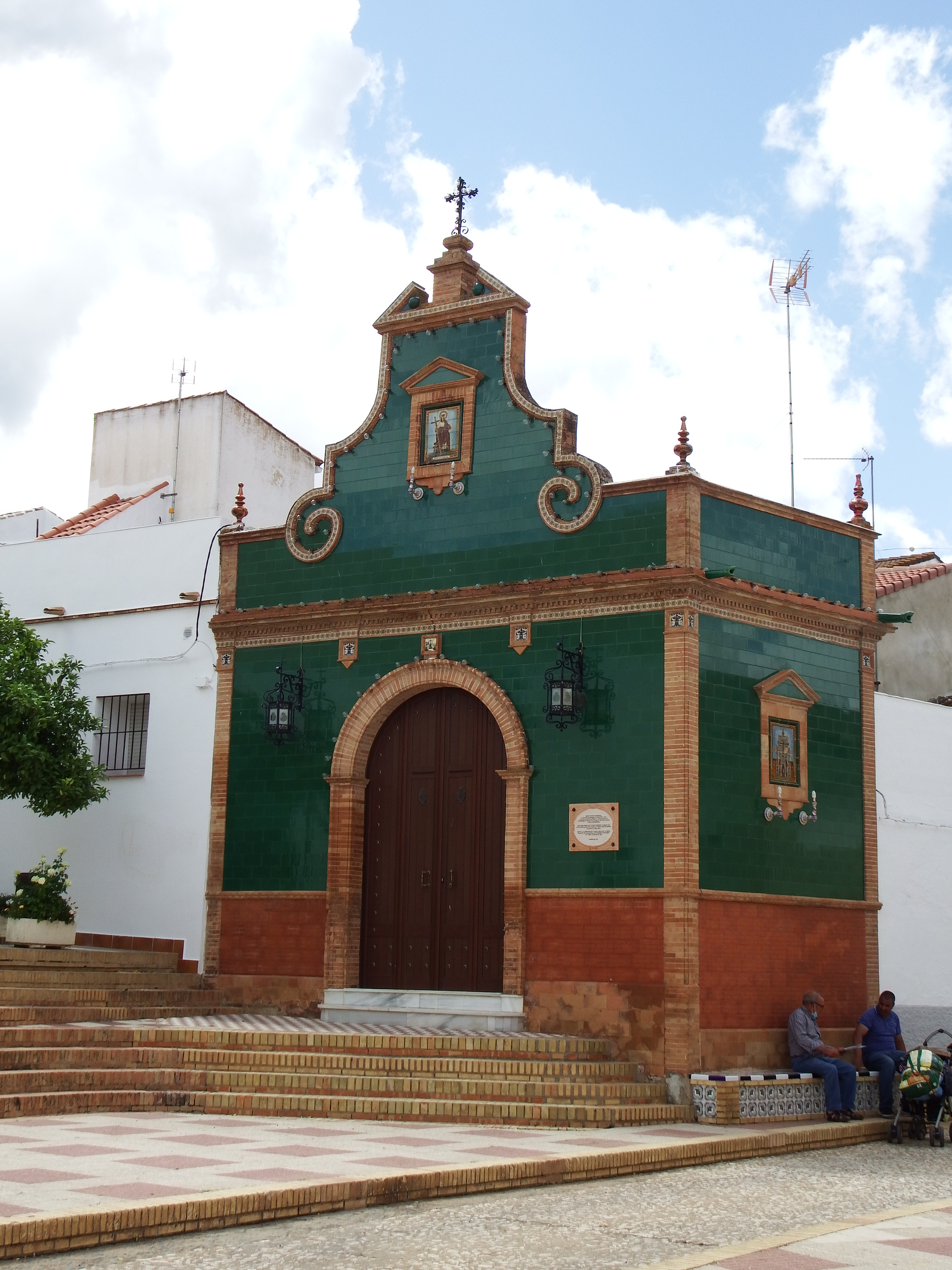
Kapelle
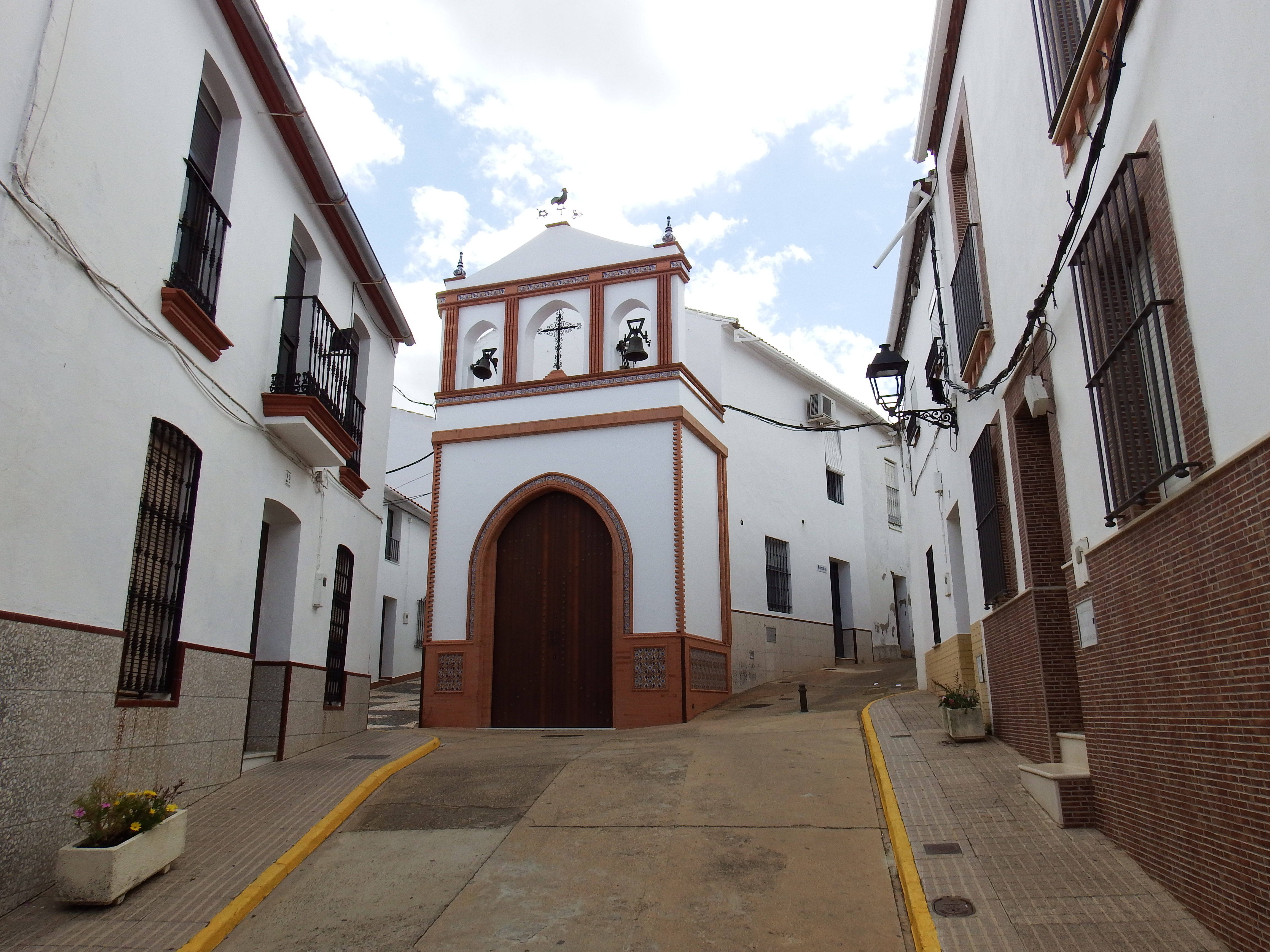
Kapelle
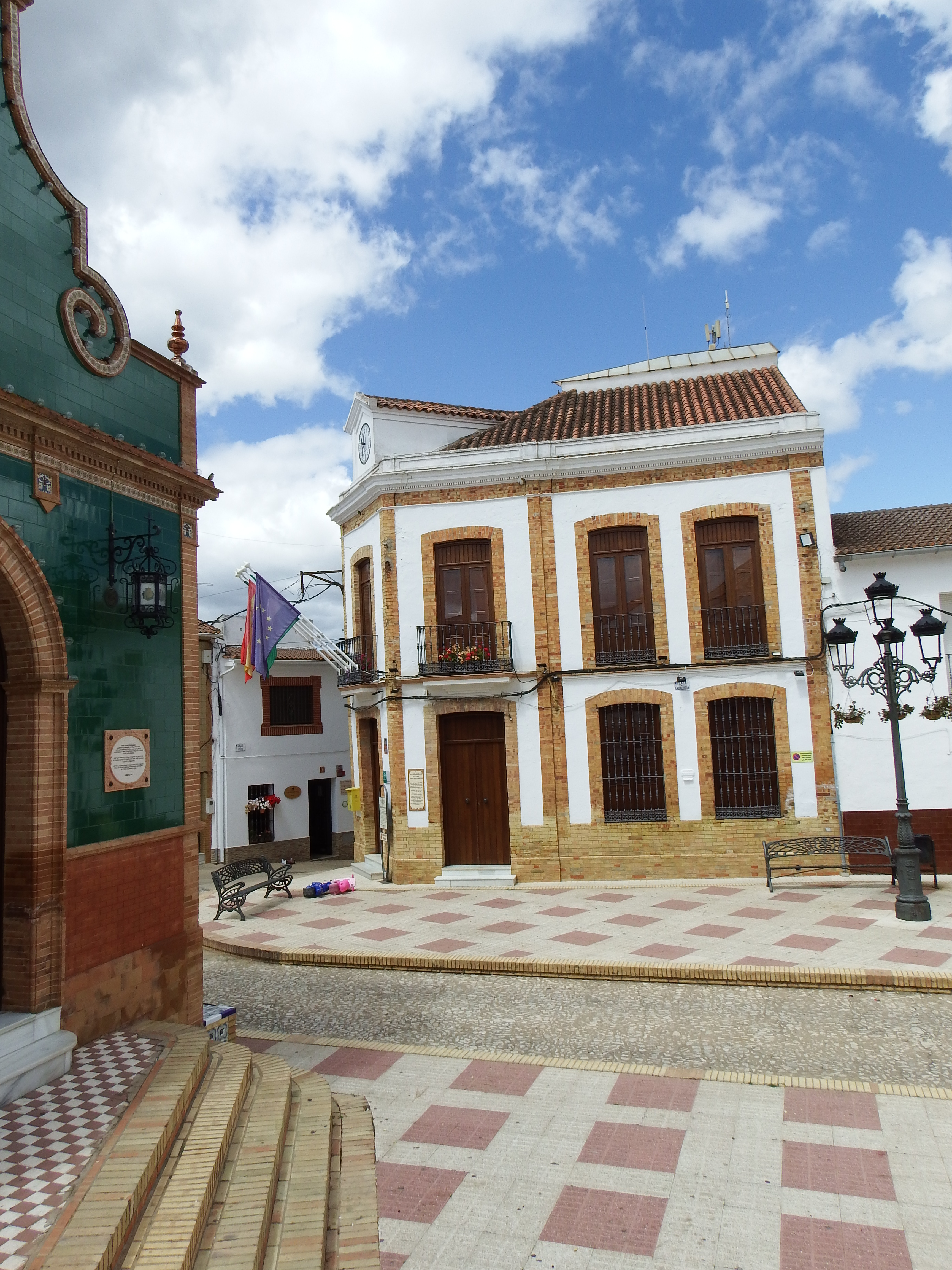
Rathaus